# BR-293
La BR-293 es una carretera transversal federal brasileña, que comienza en la ciudad de Pelotas y recorre el estado de Rio Grande do Sul hasta Quaraí, cerca de la frontera con Argentina. Su longitud actual es de 532,3 km.

## Importancia económica
Atraviesa una de las principales zonas de cría de ovejas y la principal zona productora de lana del país, que se encuentra en el extremo sur de Brasil. La región Sur es responsable del 99% de la producción de lana del país. Rio Grande do Sul es el estado con mayor participación nacional, representando el 94,1% del total. Los municipios de Santana do Livramento, Alegrete y Quaraí lideraron la actividad. Actualmente, la producción de carne se ha convertido en el principal objetivo de la ganadería ovina en Rio Grande do Sul, debido al aumento de los precios pagados al productor, lo que hizo la actividad más atractiva y rentable. Allí se utilizan razas ovinas más adaptadas al clima subtropical.
Además, la región cuenta con una gran producción de arroz, así como de soja, maíz y trigo, frutas y carnes para los principales mataderos del Estado. Rio Grande do Sul es el mayor productor de arroz del país, con el 70,5% de la producción de Brasil, cerca de 7,3 millones de toneladas en 2020, y gran parte de la producción se realiza en campos en el sur del estado.
Candiota tiene grandes depósitos de carbón. Brasil totaliza 32 mil millones de toneladas de reservas de carbón, que se encuentran principalmente en Rio Grande do Sul (89,25% del total); solo el Depósito Candiota tiene el 38% de todo el carbón nacional. No por casualidad, la ciudad de Hulha Negra, vecina de Candiota, tiene su nombre derivado del carbón.
Santana do Livramento se beneficia del turismo de brasileños que quieren visitar la ciudad uruguaya de Rivera.

## Galería

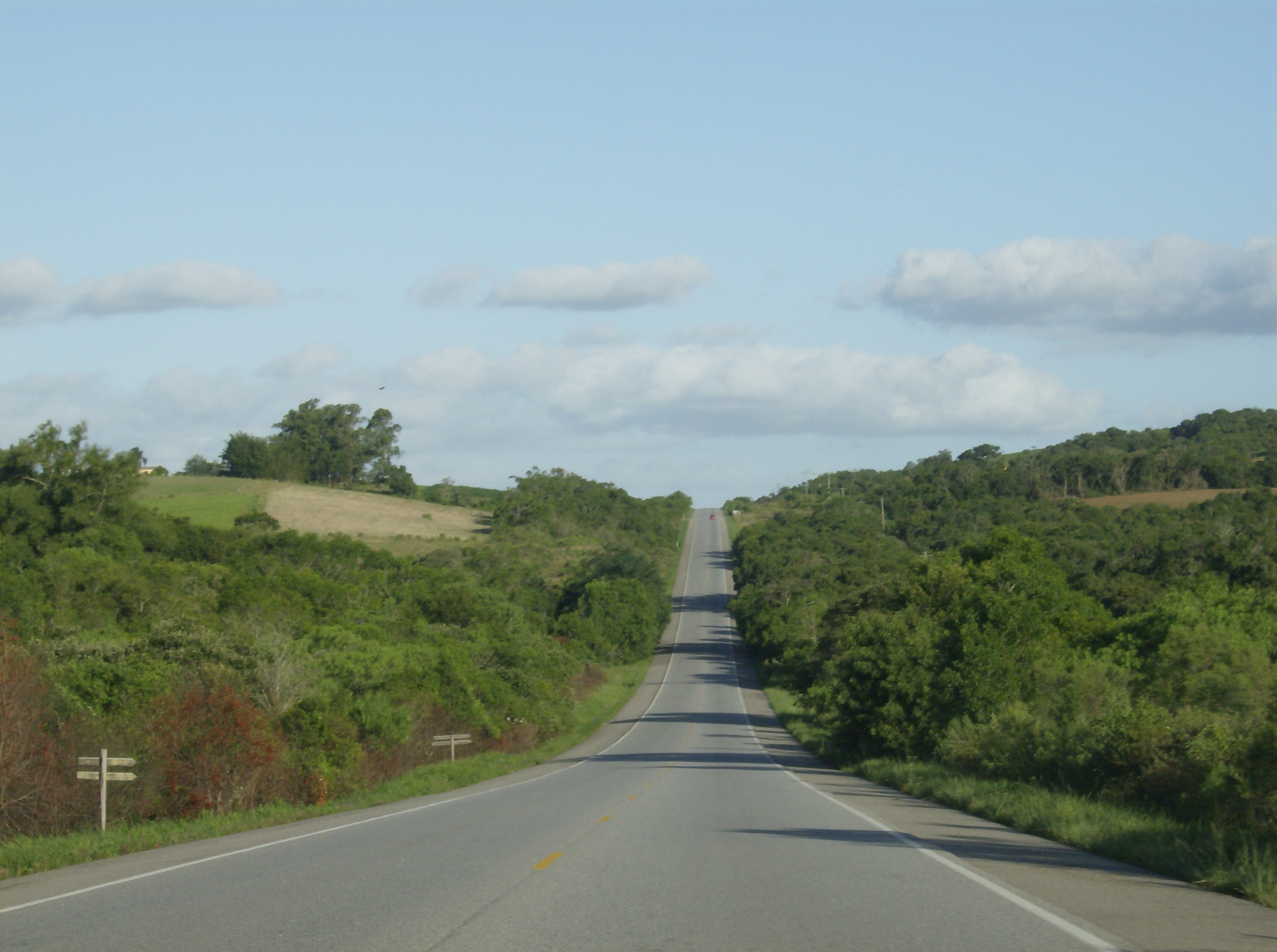
BR-293 en Cerrito, Rio Grande do Sul